# Динамічна потужність
Динамі́чна поту́жність (англ. dynamic power) — здатність розвивати потужність за короткий час, на противагу тривалій (номінальній) вихідній потужності.
Динамічні параметри ІМС характеризують властивості ІМС в режимі перемикання.
Потужність, яка споживається мікросхемою в режимі перемикання, значно вища, аніж в статичному режимі. Для деяких типів ІМС таке первищення може досягати двох — трьох порядків. Це пояснюється наявністю в мікросхемах ємнісних елементів, роботою біполярних транзисторів в режимі насичення, іншими причинами. Вказану обставину необхідно враховувати при розрахунках енергоємності джерел живлення мікроелектронних пристроїв.